# Calliopioidea

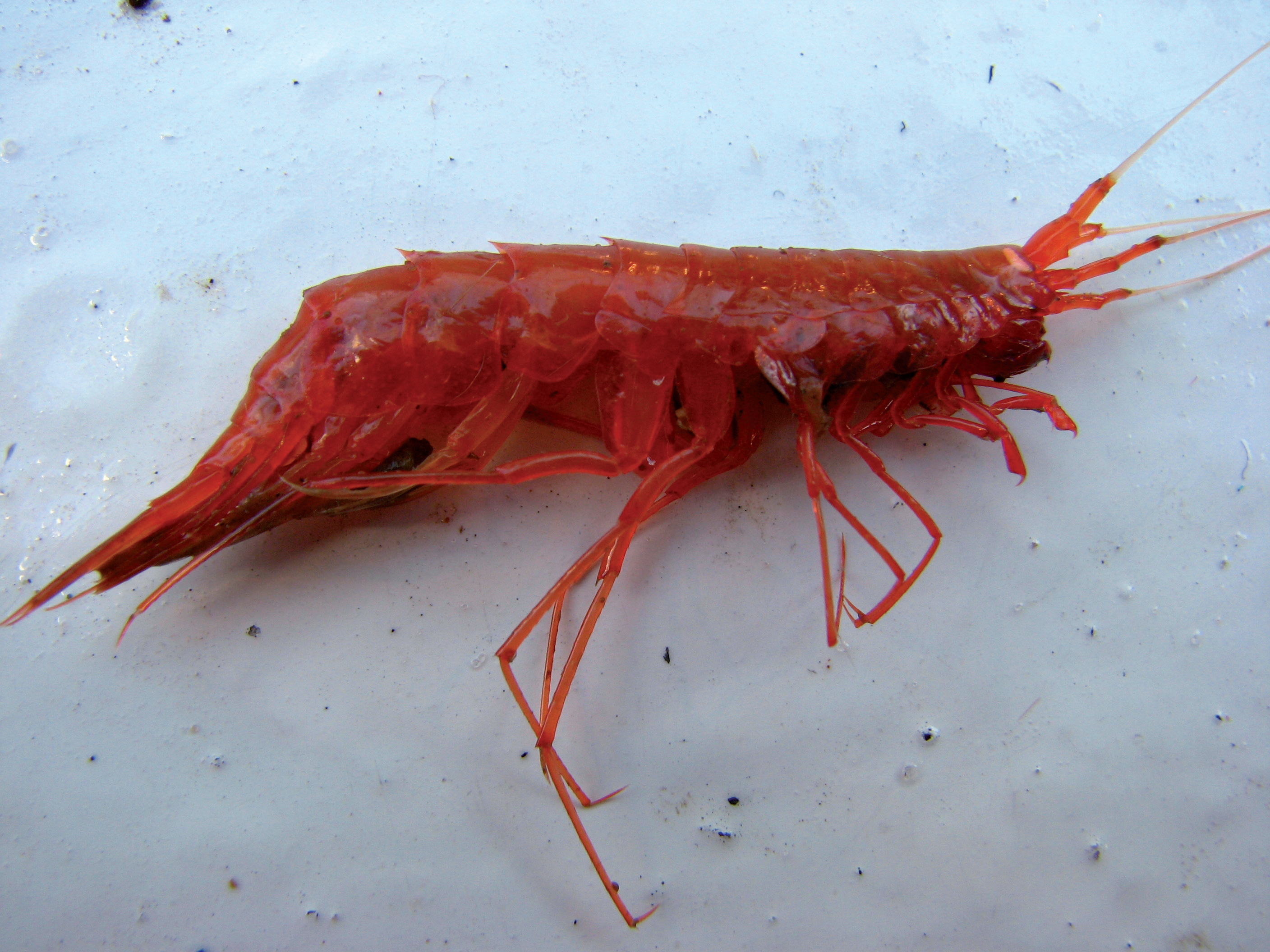
Halirages cainae

Calliopioidea (лат.) — надсемейство ракообразных из отряда бокоплавов.

## Описание
Тело латерально сдавленное или субцилиндрическое. Глаза развиты, округлые, яйцевидные, почковидные, субпрямоугольные или занимают большую часть боковой поверхности головы. Отличается следующими признаками: антенна 1 короче антенны 2. Уропод 1 стеблевидный без базофациальной жёсткой сеты. Гнатопод 2 более длинный, чем гнатопод 1. Уросомит 2 с парой небольших дорсальных жёстких волосков.

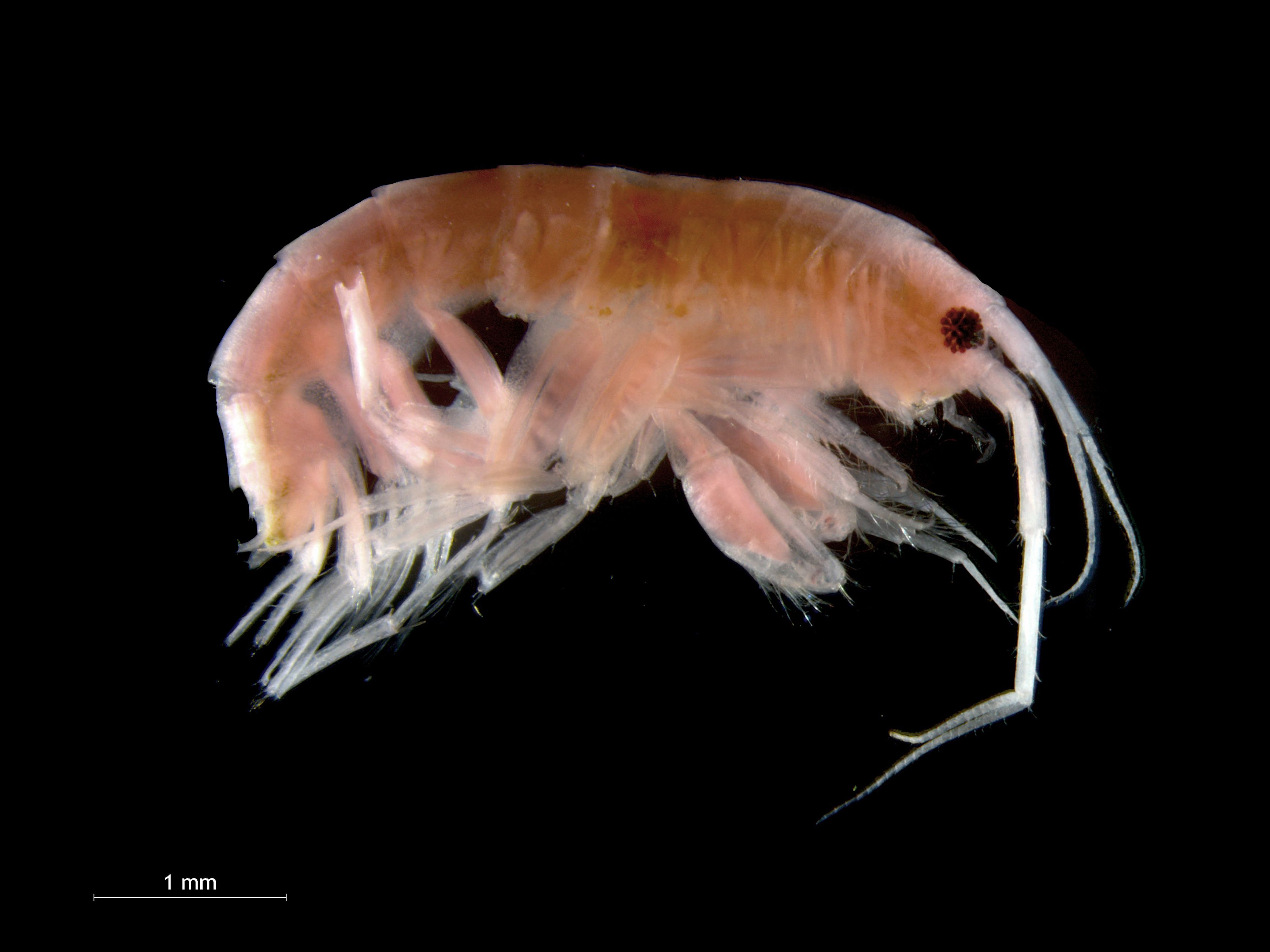
Cheirocratus sundevalli (Cheirocratidae)
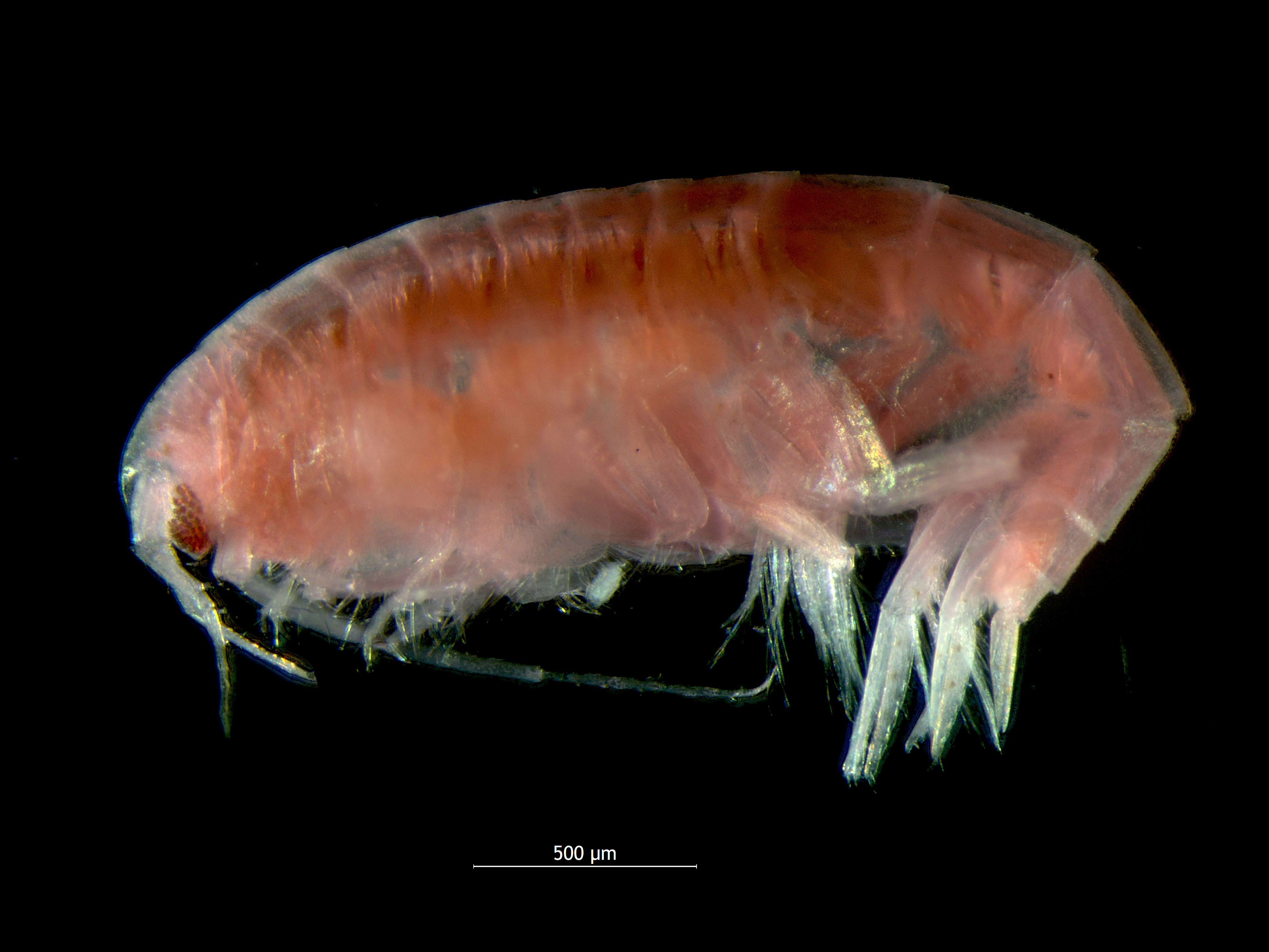
Megaluropus agilis (Megaluropidae)

## Классификация
Включает 5 семейств. Близко к надсемейству Hadzioidea, вместе с которым входит в состав инфраотряда Hadziida.
- инфраотряд Hadziida S. Karaman, 1932
  - парвотряд Hadziidira S. Karaman, 1943
    - надсемейство Calliopioidea Sars, 1893
      - семейство Calliopiidae  G.O. Sars, 1893 — около 40 родов
      - семейство Cheirocratidae  d’Udekem d’Acoz, 2010 — 7 родов[4]
      - семейство Hornelliidae  d’Udekem d’Acoz, 2010 — 1 род
      - семейство Megaluropidae  Thomas & Barnard, 1986 — 5 родов
      - семейство Pontogeneiidae  Stebbing, 1906 — около 30 родов